# 海東龍宮寺
海東龍宮寺（かいとうりゅうぐうじ、ヘドンヨングンサ、韓国語: 해동용궁사）は、大韓民国の曹渓宗の寺院。

## 概要
韓国南東部の釜山広域市機張郡にある仏教寺院である。海のすぐ側にある観光地の寺院として知られており、大韓民国の観音聖地の一つでもある。以前には個人所有の寺院であったが、2021年には大韓仏教曹渓宗第19教区の本寺である全羅南道の華厳寺の末寺として登録された。

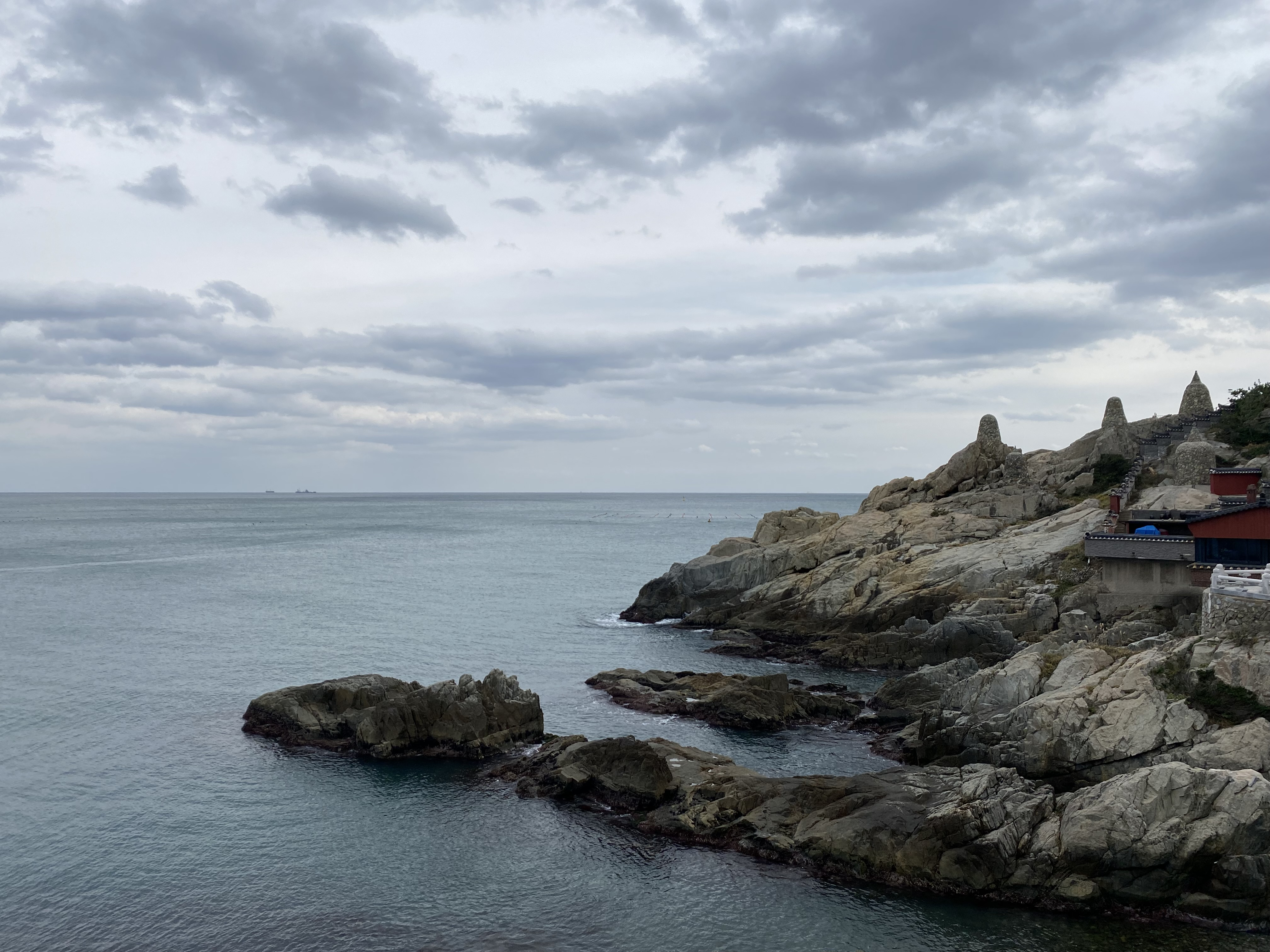
海東龍宮寺の登り道から見える海

## 由来
寺側によると、高麗時代の1376年に恭愍王の王師であった恵勤和尚により創建された寺院で、壬辰倭乱により焼失したが、1930年代初期に通度寺の雲崗和尚が再建した。1974年、晸菴和尚が白い服を着た観音菩薩が龍に乗って昇天したという夢を見たため、海東龍宮寺と命名された。しかし、この説に対し、地元の文化人や地元住民は寺自体が1970年代に過去、誰も使っていなかった空き地に（近代的な工法を用いて）新築されたものに過ぎず、信徒獲得のために作り上げた話ではないかと反発した。